# Гатфілд (Індіана)
Гатфілд (англ. Hatfield) — переписна місцевість (CDP) в США, в окрузі Спенсер штату Індіана. Населення — 708 осіб (2020).

## Географія
Гатфілд розташований за координатами 37°54′14″ пн. ш. 87°13′15″ зх. д. / 37.90389° пн. ш. 87.22083° зх. д. (37.904019, -87.220719).  За даними Бюро перепису населення США в 2010 році переписна місцевість мала площу 3,03 км², з яких 3,03 км² — суходіл та 0,00 км² — водойми.

## Демографія
Згідно з переписом 2010 року, у переписній місцевості мешкало 813 осіб у 319 домогосподарствах у складі 234 родин. Густота населення становила 268 осіб/км².  Було 359 помешкань (118/км²).
Расовий склад населення:
| - 98,0 % — білих - 0,2 % — корінних американців - 0,1 % — азіатів |

До двох чи більше рас належало 0,9 %. Частка іспаномовних становила 0,9 % від усіх жителів.
За віковим діапазоном населення розподілялося таким чином: 23,6 % — особи молодші 18 років, 62,4 % — особи у віці 18—64 років, 14,0 % — особи у віці 65 років та старші. Медіана віку мешканця становила 41,2 року. На 100 осіб жіночої статі у переписній місцевості припадало 100,7 чоловіків;  на 100 жінок у віці від 18 років та старших — 99,0 чоловіків також старших 18 років.
Середній дохід на одне домашнє господарство  становив 53 316 доларів США (медіана — 50 563), а середній дохід на одну сім'ю — 60 458 доларів (медіана — 70 074). За межею бідності перебувало 8,5 % осіб, у тому числі 7,2 % дітей у віці до 18 років та 8,2 % осіб у віці 65 років та старших.
Цивільне працевлаштоване населення становило 381 осіб. Основні галузі зайнятості: виробництво — 29,1 %, освіта, охорона здоров'я та соціальна допомога — 21,3 %, транспорт — 12,1 %, мистецтво, розваги та відпочинок — 7,1 %.